# Крижевський Григорій Зіновійович
Крижевський Григорій Зиновійович (15 грудня 1918, м. Харків, Україна — 9 травня 1992, м. Одеса, Україна) — живописець, педагог, заслужений художник України, учасник другої світової війни, член НСХУ.

## Біографія
Народився 15 грудня 1918 року в Харкові.
1934 року вступив до Харківського художнього училища. Викладач Яценко В. Ф. Закінчив училище у 1939 році. Цього ж року вступив до Харківського художнього інституту та добровольцем пішов до армії. Воював, був поранений, контужений.
Повернувшись з війни, у 1946 році відновився на 2-му курсі Харківського художнього інституту, майстерня батального живопису професора Бондаренка Г. О., де його викладачами були Дерегус М. Г., Котов П. І.
З 1949 року починає брати участь у художніх виставках.
По закінченню інституту з червоним дипломом у 1951 році Григорій Крижевський отримав призначення директором Одеського художнього училища, також викладав (1951—1958). Відтоді жив і працював в Одесі.
З 1954 року Член спілки художників, з 1974 — заслужений художник України.
На честь Григорія Крижевського в Одесі (вул. Маразліївська, 34а) та Харкові (Харківський художній інститут) встановлено меморіальні дошки.

## Сім'я
- Дружина — Крижевська (Казакова) Антоніна Семенівна, лікар вищої категорії.
- Донька — Крижевська Світлана, художник, член НСХУ.
- Зять — Гармидер Геннадій, художник, член НСХУ.
- Онуки — Гармидер Наталія[3], художниця, член НСХУ; Гармидер Дар'я.

## Творчість
З моменту першої творчої виставки у 1949 році художник стає постійним експонентом всіх визначних виставок в Україні, Радянському Союзі, а також виставок, що репрезентували радянську школу живопису у світі.
Від 1965 року твори Г.Крижевського експонувалися на виставках радянського мистецтва за кордоном (Єгипет, Болгарія, Угорщина, Франція, Італія, США, Бельгія. Польща, ФРН, Іспанія, Фінляндія, Чехословаччина, Румунія).
Твори митця виставлялися в таких престижних зарубіжних галереях як Drouot Richelieu, ARCOLE, Paris (1991—1991), Glerum, Amsterdam (1992), 56 Kunstauction, Dusseldorf (1994), Peter Karbstein Alte und Moderne Kunst XIX—XX, Gekosso gallery, Tokio (1972—1986), Campo, Antverpen.
Григорій Зиновійович часто обирався головою і членом Обласної і міської художньої ради, членом ради картинної галереї, та багатьох інших. Як громадянин відстоював ідею збереження історичного центру Одеси, її історико-культурної спадщини.
Діапазон творчих вподобань митця був найширшим — це й тематична картина, й натюрморт, пейзаж, портрет. Портрети сучасників, які створював автор, передають нащадкам образ людини XX сторіччя. Але найяскравіше талант митця проявився в жанрі пейзажу.
Твори художника стали надбанням 45 музеїв в Україні. а також зберігаються у музеях, галереях та приватних зібраннях Австралії, Великої Британії, Франції, Бельгії, Нідерландів, Італії, Іспанії, Канади, Німеччини, Росії, США, Швейцарії, Японії, Греції, Ізраїлю та ін.
Знаний майстер Г. З. Крижевський за творчість і громадську діяльність був нагороджений державними орденами і медалями, Почесними грамотами, Дипломом Академії мистецтв СРСР і Верховної Ради СРСР та УРСР. Ім'я Крижевського внесено у довідники та енциклопедії України та СРСР, у Всесвітню енциклопедію митців XX століття.
Персональні виставки
- 1952 — Одеса, Спілка художників. Творчий звіт (45 творів)
- 1962—1963 — Одеса, Музей західного і східного мистецтва.
- 1963 — Кишинів (Молдова) Художній музей,
- 1963 — Харків Художній музей
- 1963 — Київ. Виставковий зал Спілки художників України (СХУ)
- 1965—1968 художні музеї Дніпропетровська, Вінниці, Луганська. Запоріжжя
- 1976 — Одеса. Одеський художній музей[4]
- 1978 — Київ. Виставковий зал СХУ
- 1978 — Херсон. Виставковий зал СХУ
- 1978 — Нова Каховка. Картинна галерея
- 1978 — Миколаїв. Виставковий зал СХУ
- 1989 — Херсон. Художній музей
- 1989 — Харків. Виставковий зал СХУ
- 1989 — Красноград. Краєзнавчий музей (відділ образотворчого мистецтва)
- 1993 — Одеса, галерея «Артіс»
- 1993—1994 Одеса, Державний літературний музей, вечір пам'яті до 75-річчя з дня народження
- 1995 — Одеса, Одеський художній музей. Посмертна виставка, вечір пам'яті (165 творів)
- 1995 — Харківський Художній музей. Виставка «Три покоління митців» (Г.Крижевський (156 творів), С.Крижевська (50 творів), Н.Гармидер (12 творів)
- 1999 — Харків. Музей Харківського художнього інституту. Виставка і вечір пам'яті до 80-річчя з дня народження
- 2000 — Одесса. Державний літературний музей. Виставка і вечір пам'яті до 80-річчя з дня народження (45 творів)
- 2000 — Національний художній музей України. Виставка і вечір пам'яті до 80-річчя з дня народження
- 2001 — Одеса, ЛітАрт салон.
- 2001 — Білгород-Дністровський історико-краєзнавчий музей. «Три покоління митців» (Г.Крижевський, С.Крижевська, Г.Гармидер, Н.Гармидер)
- 2004 — Севастополь. Художній музей. «Діалог: Г.Крижевський-С.Крижевська»
- 2005 — Чернігів. Художній музей. «Діалог: Г.Крижевський-С.Крижевська»
- 2008 — Одеса, Одеський художній музей, виставка до 90-річчя з дня народження.
- 2009 — Одеса, Всесвітній клуб одеситів. Виставка «Золоте каміння Отради»[5]
- 2017 — Одеса, Одеський музей Олександра Пушкіна. Виставка, вечір пам'яті до 100-річчя з дня народження.
- 2018 — Одеський Художній музей. Виставка до 100-річчя з дня народження.[6]